# Ulopeza alenialis
Ulopeza alenialis är en fjärilsart som beskrevs av Embrik Strand 1913. Ulopeza alenialis ingår i släktet Ulopeza och familjen Crambidae. Inga underarter finns listade i Catalogue of Life.